# Douanehuis

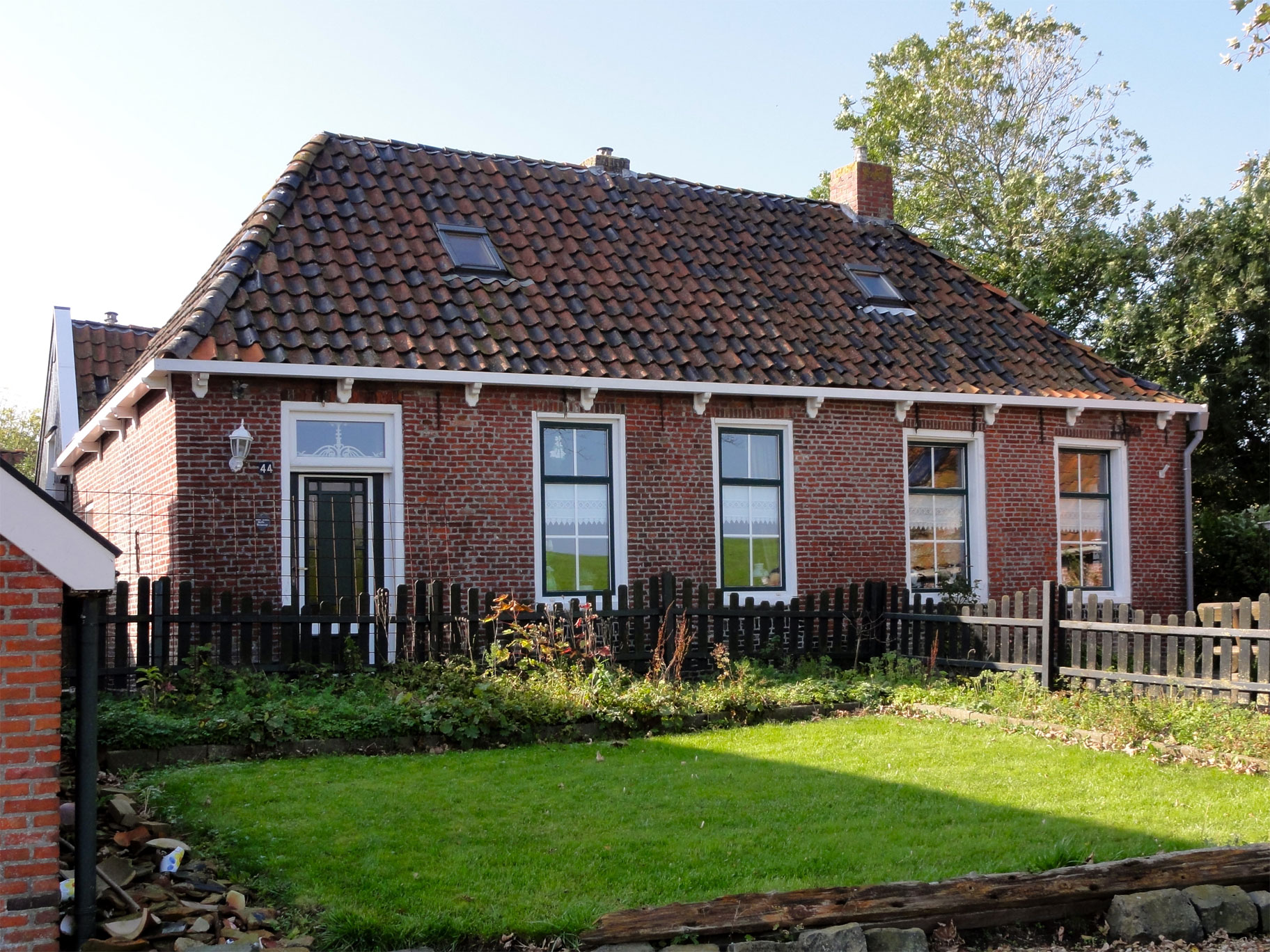
De woningen aan de Oere 42 en 44 in Moddergat (42 rechts en 44 links op de foto)

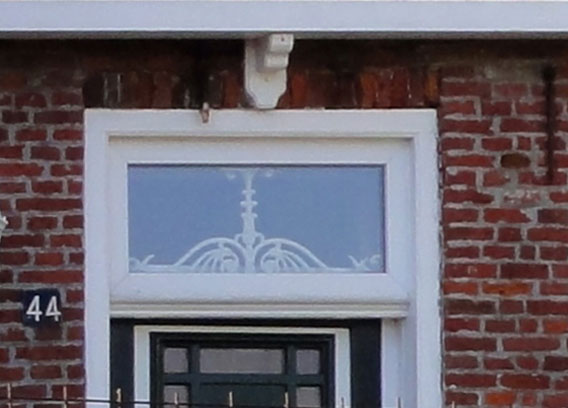
Levensboom in het bovenlicht van de deur van de woning aan De Oere 44

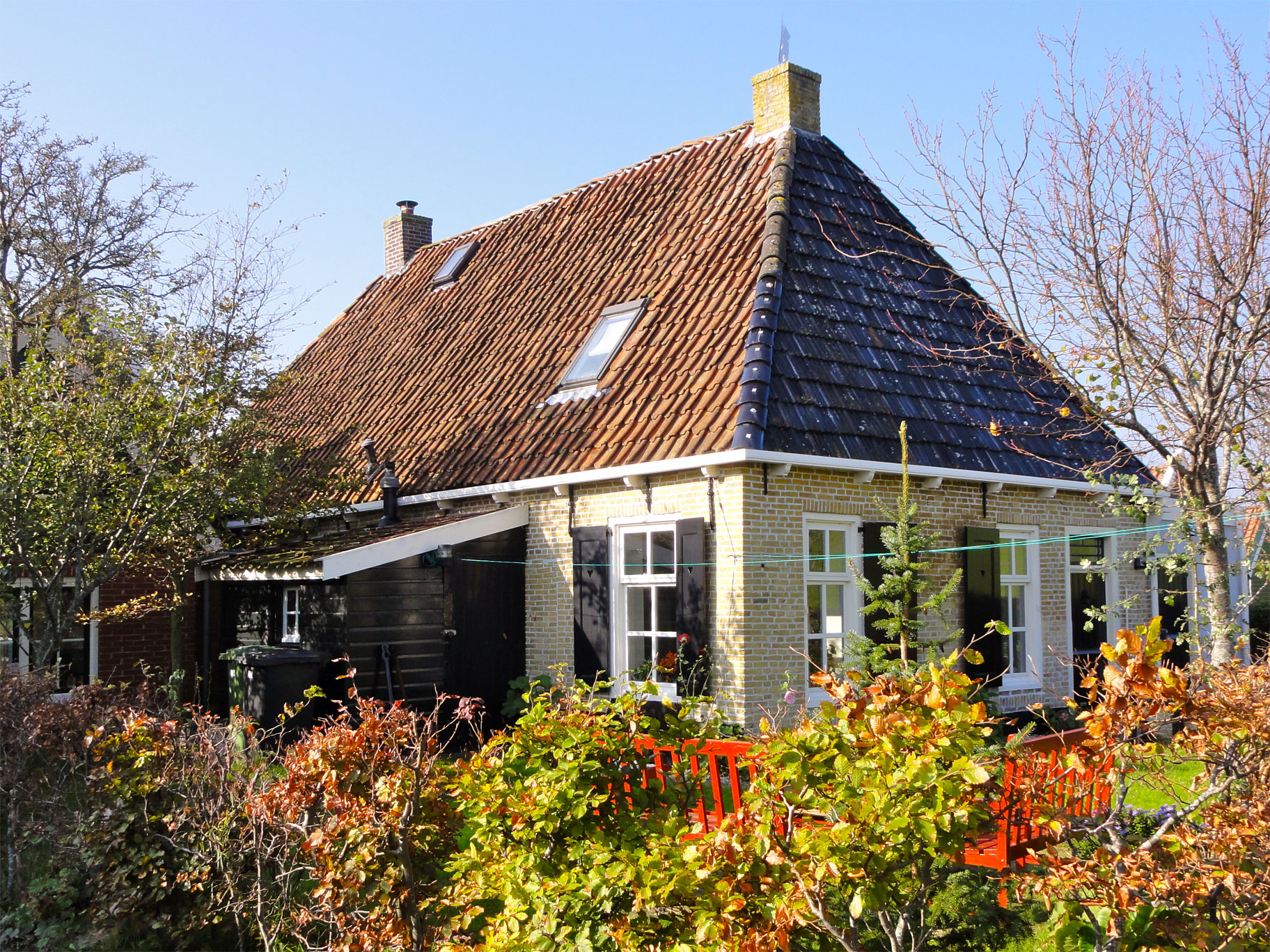
De woningen aan de Oere 10 en 12

Het douanehuis is een door het Franse bestuur gevorderde woning ten behoeve van douanetaken aan de kust in Moddergat in de Nederlandse provincie Friesland. Er bestaan twee lezingen over welk pand in de Franse tijd in Moddergat werd aangewezen door de Franse overheid en dus betiteld kan worden als het douanehuis.

## De Oere 42 en 44
Volgens Stenvert werd de dubbele visserswoning aan De Oere 42 en 44 gebouwd in 1770 en zou deels – waarschijnlijk nummer 44 – in de Franse tijd gebruikt zijn voor de huisvesting van Franse douaniers, die in Moddergat waren gelegerd om het smokkelen tegen te gaan. Deze huisvesting bezorgde inwoners van Moddergat niet alleen overlast. Zij verdienden ook aan deze bewoners van De Oere 44. De vissers van Moddergat zorgden onder meer voor het vervoer van de soldaten naar Ameland en naar Harlingen met hun vissersboten. Op de vergoeding die zij voor dit vervoer in 1811 hadden afgesproken – 2.268 franc – hebben zij lang moeten wachten. De rekening was in 1817 nog niet betaald.
De dubbele woning heeft een schilddak. In het bovenlicht van de deur van nummer 44 bevindt zich een levensboom (zie afbeelding). De bestemming van het pand is gewijzigd van visserswoning in recreatiewoning. Beide panden zijn erkend als rijksmonument.

## De Oere 10 en 12
In een onderzoek naar de herkomst van veertig huizen en hun verleden "Moddergat: De Oere" wijst Hillebrand het pand De Oere 10 en 12 aan als het voormalige douanehuis. Dit huis is het oudste nog bestaande huis van Moddergat. Het was oorspronkelijk een boerenbewoning. In 1806 zou het voorhuis van dit pand (nr. 10) door de toenmalige bewoners Tjeerd Willems Visser en Hylkje Tjerks Visser zijn afgestaan aan het Franse bestuur, dat het gebruikte als pak- en veilinghuis voor strandvondsten. Het huis stond toen geregistreerd als "Districts Pakhuis van Westdongeradeel". Ook deze beide panden zijn erkend als rijksmonument.
De panden aan de Oere 10 en 12 lagen indertijd aan de rand van het dorp, op het Minuutplan uit 1832 aan de uiterste westzijde van het dorp. De panden aan de Oere 42 en 44 lagen (en liggen) aan de andere zijde van Moddergat, aan de uiterste oostzijde.